# Joseph Raz
Joseph Raz (Palestina, Mandato británico de Palestina, 21 de marzo de 1939 - Hammersmith, Reino Unido, 2 de mayo de 2022) fue un filósofo israelí del derecho, de la ética y de la política.
Ejerció como profesor de filosofía del derecho en el Balliol College de Oxford. También enseñó en la Escuela de Derecho de Columbia. Fue uno de los filósofos del derecho contemporáneos activos más influyentes y un férreo defensor del iuspositivismo. Muchos de sus alumnos se han convertido en importantes filósofos de derecho y profesores de tal asignatura: Julie Dickson (Oxford), Dori Kimel (Oxford), Timothy Endicott (Oxford), John Gardner (profesor de jurisprudencia en Oxford y sucesor de Ronald Dworkin), Leslie Green (York y Texas), Timothy Macklem (Londres), Robert P. George (Princeton) y Scott Shapiro (Yale).[cita requerida]Juan Vega Gómez, UNAM.

## Biografía
Nacido en Israel, estudió derecho en la Universidad Hebrea de Jerusalén y obtuvo el grado de Magíster en Derecho en 1963. Conoció a Herbert Hart en una conferencia en Israel. Hart dice que, en ese encuentro, Raz le indicó errores en su razonamiento que él mismo había pasado por alto. Hart lo convenció de ir a la Universidad de Oxford para obtener su grado de doctor. Estudió también en el Instituto Balliol de Oxford, donde fue nombrado Doctor en Filosofía (PhD) en 1967 por el camino más corto posible, omitiendo el proceso habitual de obtener primero el bachillerato, luego la maestría y finalmente el doctorado. Fue además nombrado persona grata en el I. Balliol. Su presencia en él lo convirtió en un punto de atracción para los juristas.

## Obra académica
Seguidor de Herbert Hart, contribuyó en la continuación de las ideas más trascendentales del Iuspositivismo, después de la muerte de aquel. Entre tales contribuciones, publicó la segunda edición de El concepto de derecho (The Concept of Law), con un post scriptum que incorpora las respuestas de Hart a las críticas efectuadas por otros filósofos. Su obra más reciente se ocupó menos de la filosofía del derecho y más de la filosofía política y el razonamiento práctico.
En sus primeras obras, se dedicó al análisis de los sistemas jurídicos, que define como sistemas normativos institucionalizados, en los que conviven instituciones creadoras e instituciones aplicadoras de normas, y estas últimas tienen el deber de aplicar las normas jurídicas preexistentes. Además, los sistemas jurídicos son comprehensivos, puesto que pretenden autoridad para regular cualquier tipo de conducta: ninguna esfera de la vida social está sustraída al Derecho. Los sistemas jurídicos son abiertos, puesto que incorporan y dotan de fuerza vinculante a normas que originariamente no pertenecían a él, como los contratos, los estatutos de las asociaciones, las costumbres, etcétera. Finalmemnte, los sistemas jurídicos están basados, en última instancia, en la posibilidad de imponer la fuerza (la coacción) frente a la infracción de sus normas. En este contexto, rechazó que la definición de "Derecho" deba tener en cuenta valores o propiedades morales.
En sus obras posteriores, se ocupó en profundidad del estudio del razonamiento práctico y de las razones para la acción. Las normas jurídicas son razones para la acción. Enfatizó la distinción entre razones para la conformidad (la conducta realizada coincide con lo estipulado en la norma) y razones para el cumplimiento (además, la norma se utiliza como guía de conducta). También introduce el concepto de razón excluyente, que es una razón de segundo orden; en concreto, la razón para no actuar por ciertas razones.
En filosofía política, propuso la idea de un liberalismo perfecto. Su teoría defiende el pluralismo de valores y reglas éticas y la idea de que varios valores son inconmensurables.
En los últimos años dedicó su tiempo a resolver pequeños enigmas relacionados con el ambiente de la filosofía del derecho y también invirtió más tiempo en el razonamiento práctico, la ética y la filosofía política.

### Libros escritos por Raz
- The Concept of a Legal System. An Introduction to the Theory of Legal System, Oxford, Clarendon, 1980, 2.ª ed. (trad. cast. El concepto de sistema jurídico )
- Practical Reason and Norms, Princeton University Press, 1990, 2.ª ed. (trad. cast. Razón práctica y Normas, C.E.C., Madrid, 1991)
- The Authority of Law. Essays on Law and Morality, Oxford, Clarendon, 1979 (trad. cast. La autoridad del Derecho (1979)
- (2.ª edición de la obra de Hart "El concepto de Derecho" y "Post Scriptum") (1980)
- The Morality of Freedom, Oxford, Clarendon, (1986). Hay trad. cast. La moral de la libertad.
- Ethics in the Public Domain (1994; ed. rev. 1995) (trad. cast. "La ética en el ámbito público", Gedisa, Barcelona, 2001)
- Engaging Reason (1999)
- Value, Respect and Attachment (2001)
- The Practice of Value (2003)
- Between Authority and Interpretation (2009)
- From Normativity to Responsibility (2011)

La moral de la libertad ganó el Premio W. J. M. Mackenzie Book de la Asociación de Estudios Políticos del Reino Unido y los premios Eliane y David Spitz Book de la conferencia por el Estudio de la Teoría Política de Nueva York.[cita requerida]

### Escritos acerca de Raz
- Derechos, cultura y la ley: Características de la filosofía legal y política de Joseph Raz, de Lukas H. Meyer (2003).
- Razón y valor: Características de la filosofía moral de Joseph Raz, de R. Jay Wallace (2004).
- El último eslabón del positivismo jurídico: dos estudios sobre Joseph Raz, de José Antonio Seoane y Pedro Rivas (2005).